# Noc Walpurgi
Noc Walpurgi, noc Walpurgii (Walpurga, Walpurgis, Walpurgisnacht, gł. Wałpora, dł. Hoparga) – u dawnych Germanów noc zmarłych lub złych duchów. W Europie najczęściej kojarzona jest jako sabat czarownic odbywający się na górze Brocken w noc z 30 kwietnia na 1 maja, którego obchodom przewodziła bogini śmierci Hel.
Nazwa tego święta pochodzi od świętej Walburgi, która była zakonnicą w Devon (później pomagała świętemu Bonifacemu, który nawracał plemiona germańskie na chrześcijaństwo) i zmarła w 777 roku.
Kościół Szatana świętuje noc Walpurgi 1966 jako (umowną) datę jego powstania, natomiast w Finlandii (Vappu) i Estonii (Volbriöö) noc ta (i nadchodzący po niej dzień 1 maja) jest okazją do zabaw i rywalizacji bractw studenckich.
Najwcześniejsza wzmianka o święcie znajduje się w Calendarium Perpetuum Johana Colera, wydanym w 1603 roku

## Góra Brocken
Góra Brocken – najwyższa w niemieckich górach Harzu (1142 metry wysokości) – jest uważana w tradycji za niezwykłe miejsce, dlatego wiązano ją z sabatami. Jej nietypowość i magiczność polega też na tym, że w XVIII wieku zaobserwowano tu tak zwane widmo Brockenu. Polega ono na tym, że cień osoby stojącej na górze powiększa się, będąc nierzadko otoczonym barwnymi kręgami (gloria). Interesujące jest też zjawisko otaczania cienia głowy obserwatora pierścieniami dyfrakcyjnymi tworzącymi jakby aureolę (podobno może ją zaobserwować tylko osoba, do której należy cień, ponieważ tylko pod kątem prostym widać cień rzutowany na chmury lub mgłę znajdujące się poniżej obserwatora stojącego na górze). W tradycji ludowej takie zjawiska były uważane za magiczne.
Po kanonizowaniu świętej Walpurgi noc z 30 kwietnia na 1 maja obwołano jej świętem, jednak nie była to data przypadkowa. W noc tę przypada bowiem jedno z najważniejszych świąt pogańskich, u Celtów kojarzone z Belem (stąd celtyckie święto Beltane), zaś w kulturach wschodniej Europy z odpowiadającymi Belowi bóstwami. W wigilię święta gaszono wszystkie ognie i ziemię pokrywał „duchowy mrok” – wracał czas duchów i ciemnych sił. Z nadejściem pierwszego dnia lata (1 maja) krzesano ognie na nowo, co symbolizowało powrót królestwa Słońca.

## Tradycja i obrządki

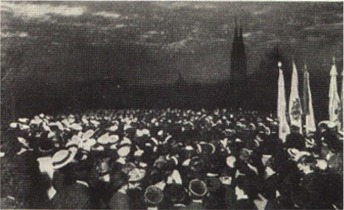
Tłum, głównie szwedzkich studentów (białe czapki), świętujący noc Walpurgi pieśniami przed zamkiem w Uppsali (zdjęcie z około 1920)

Przekaz o sabacie czarownic odbywającym się na górze Brocken jest jednak stosunkowo nowy. Podczas okresu polowań na czarownice (XV–XVII wiek) informacja o górze Brocken pojawiała się bardzo rzadko w zeznaniach, nawet tych podczas najcięższych tortur. Analogicznie rzecz się miała z inną górą o podobnej opinii: Kandel w Schwarzwaldzie. Góry takie określano nazwą Blocksberg, m.in. w 1653 roku w Kolonii żebraczka zeznała, że diabeł porwał ją i drogą powietrzną zabrał na „Blocksberg”. Według zeznań również czas odbywania się sabatów nie był związany z 1 maja; raczej miały one odbywać się cotygodniowo, głównie w czwartki.
Brocken, noc Walpurgi i sabat czarownic zostały po raz pierwszy połączone ze sobą w opublikowanej w 1668 roku książce Johannesa Prätoriusa Blockes-Berged Verrichtung. Informacja ta została powtórzona przez Gottfrieda Vogta w De conventu sagarum ad sua sabbata z 1678, jednak do powszechnej świadomości trafiła dopiero dzięki Faustowi Johanna Wolfganga von Goethego.
Tradycja ewoluowała: w Niemczech kojarzono noc Walpurgi właśnie z czarownicami, które zbierały się na Hexenplatz (plac czarownic), by wyruszać stamtąd na miotłach na orgie urządzane na szczycie Brocken. Tradycja nakazywała zatem rozpalanie wielkich ognisk, zwłaszcza na wierzchołkach wzniesień, by odstraszać czarownice i duchy. Takie obrządki miały miejsce w wielu miejscach Europy, między innymi w Szkocji, Irlandii, Walii, Szwecji, Czechach, na Morawach, w Saksonii, Tyrolu, a także na Śląsku, Kaszubach i Mazurach.
Na festynach nago (najprawdopodobniej dla bezpieczeństwa) skakano przez ognie (najczęściej z drewna dębowego), prowadzono bydło między dwoma ogniskami (to miało uchronić je przed chorobami). Symbolem święta był słup majowy (kształt falliczny symbolizował boga, zaś wianek na górze boginię), przystrojony wstążkami – białe i czerwone barwy oznaczały przejście ze stanu dziewictwa w kobiecość. Innym obyczajem była „naprawa granic”, czyli obchodzenie gospodarstw połączone z naprawą ogrodzeń, oraz czyszczenie kominków i palenisk w przeddzień święta, aby móc w porządku przyjąć ogień rozpalany następnego dnia. Wierzono, że w tę jedyną noc oprócz upiorów można było spotkać skrzaty, chochliki, gnomy i rusałki – a jeśli ktoś spotkał takie stworzenie, miał szansę otrzymać od niego dar nadzwyczajnej mądrości albo odwagi.
Rodzaje obrzędów i wierzeń zależały od miejsca, w którym obchodzono święto, na przykład tradycja wyboru najpiękniejszej dziewczyny na królową majową nie występowała w każdym regionie.
W czasach chrześcijańskich łączono wpływy starej wiary z nową religią – na domach rysowano kredą krzyże, na podłodze układano skrzyżowane miotły. Przez miasta przeciągały procesje mieszkańców starających się robić możliwie dużo hałasu, co miało odstraszać złe duchy.

## Inne nazwy
Inne nazwy nocy Walpurgi to Czarodzielnica, sabat Beltane, Cethsamhain (w opozycji do Samhain, drugiego święta Celtów, które dzieliło wraz z Beltane rok na dwie połowy).